# Nikola Špirić
Nikola Špirić (Никола Шпирић; Drvar, Bósnia e Herzegovina, Iugoslávia, 4 de setembro de 1956) é um político bósnio de etnia sérvia, tendo sido Presidente do Conselho de Ministros da Bósnia e Herzegovina, cargo equivalente ao de chefe de governo, de 2007 a 2012. Pertence à Aliança de Sociais Democratas Independentes.
Completou a sua educação básica em Drvar, a escola secundária em Saraievo, e universitária na Universidade de Saraievo. Possui um doutoramento em economia. A sua tese de doutoramento foi em finanças públicas e monetárias.
Špirić é professor de economia na Universidade de Banja Luka desde 1992. Ocupou variados cargos governamentais incluindo um mandato de quatro anos como representante na Assembleia Parlamentar da Bósnia e Herzegovina. Foi Presidente da Câmara dos Povos em 2002–2003 e da Câmara dos Representantes em 2003–2004 e 2005–2006.
Foi eleito Presidente do Conselho de Ministros a 4 de janeiro de 2007, tendo tomado posse a 11 de janeiro do mesmo ano.
Em 1 de novembro de 2007, apresentou a sua demissão em protesto contra as reformas parlamentares impostas pelo Alto Representante para a Bósnia e Herzegovina Miroslav Lajčák. Špirić sentiu que as reformas reduziriam a influência da população sérvia da Bósnia. A demissão foi classificada como a mais séria crise desde o final da Guerra da Bósnia. Após se ter encontrado uma solução, foi renomeado Presidente do Conselho de Ministros a 10 de dezembro de 2007, confirmado pela Presidência da Bósnia e Herzegovina e pelo parlamento a 28 de dezembro de 2007.